# Meg Harris
Meg Harris, född 7 mars 2002 i Albury, New South Wales, är en australisk simmare.

## Karriär
I juli 2021 vid OS i Tokyo var Harris en del av Australiens kapplag som tog guld och noterade ett nytt världsrekord på 4×100 meter frisim. Hon erhöll även ett brons efter att ha simmat försöksheatet på 4×200 meter frisim, där Australien sedermera tog medalj i finalen.
I juni 2022 vid VM i Budapest tog Harris brons på 50 meter frisim samt var en del av Australiens kapplag som tog guld på 4×100 meter frisim. Hon erhöll ytterligare ett guld samt ett silver efter att ha simmat försöksheaten på 4×100 meter mixed frisim respektive 4×100 meter mixed medley.
I december 2022 vid kortbane-VM i Melbourne tog Harris fem medaljer. Hon var en del av Australiens kapplag som tog guld och noterade ett nytt världsrekord på 4×100 meter frisim samt som tog silver och noterade nya oceaniska rekord på 4×50 meter frisim, 4×100 meter medley och 4×50 meter mixed frisim. Harris erhöll ytterligare ett guld efter att ha simmat försöksheatet på 4×200 meter frisim, där Australien sedermera tog medalj i finalen.